# Don't Let Go the Coat
«Don't Let Go the Coat» es una canción del grupo británico The Who, publicada en el álbum de estudio Face Dances en 1981. El tema, compuesto por el guitarrista Pete Townshend, fue también lanzado como segundo sencillo del álbum, después de «You Better You Bet», pero no alcanzó el mismo éxito y solo llegó al puesto 47 en la lista británica de sencillos y al 84 en la estadounidense.
Fue también incluida en varios recopilatorios, y el propio Townshend publicó una versión alternativa en su álbum Another Scoop.

## Música y letra
Varios autores, incluyendo Stephen Thomas Erlewine, consideran la letra de la canción como una oda al gurú espiritual Meher Baba. De forma alternativa, la canción también puede hacer referencia a los padres de Pete Townshend, que fueron quienes ayudaron al músico después de caer en el consumo de alcohol y drogas. Sin embargo, independientemente, la canción incluye también temas de tormento espiritual, miedo al abandono y la necesidad de mantener la fe, en versos como: «I can't be held responsible for blown behavior, I've lost all contact with my only saviour». 

## Posición en listas
| Lista             | Posición |
| ----------------- | -------- |
| UK Singles Chart  | 47       |
| Billboard Hot 100 | 84       |